# Ololygon flavoguttata
Ololygon flavoguttata é uma espécie de anfíbio da família Hylidae. Endêmica do Brasil, onde pode ser encontrada nos estados do Espírito Santo, Rio de Janeiro, Minas Gerais, São Paulo, Paraná e Santa Catarina.